# Frank Valentino
Frank Valentino (noto anche come Francesco Valentino), nome d'arte di Francis Valentine Dinhaupt (New York, 1907 – Fairfax, 14 giugno 1991) è stato un baritono statunitense.

## Biografia
Iniziò gli studi a Denver e nel 1926 si trasferì in Italia, dove completò la preparazione e l'anno successivo debuttò a Parma ne La traviata. Apparve nel decennio 1930-40 in vari teatri italiani, compresa la Scala, e in diverse città europee, tra cui Glyndebourne.
Nel 1940 fece ritorno negli Stati Uniti d'America, dove iniziò una lunga carriera presso il Metropolitan, sia in parti di protagonista che di fianco, protrattasi per circa un ventennio, durante il quale fu presente in oltre 400 recite al Met e in altre sedi nel corso di tournée del teatro newyorkese. Apparve anche alla San Francisco Opera e a Philadelphia.
Cantò più volte sotto la direzione di Arturo Toscanini. I ruoli preferiti furono Figaro, Enrico, Belcore, Rigoletto, Conte di Luna, Marcello, Silvio. Si ritirò dalle scene nel 1962 e successivamente detenne per quindici anni la cattedra di canto presso il Peabody Institute di Baltimora.

## Discografia
- Don Pasquale, con Salvatore Baccaloni, Bidu Sayão, Nino Martini, dir. Gennaro Papi - dal vivo Met 1940 - ed. Walhall/Naxos
- L'elisir d'amore, con Bidu Sayão, Bruno Landi, Salvatore Baccaloni, dir. Ettore Panizza - dal vivo Met 1940 ed. Bensar
- Il trovatore, con Jussi Björling, Norina Greco, Bruna Castagna, dir. Ferruccio Calusio - dal vivo Met 1941 ed. Myto/Arkadia/Urania
- Pagliacci (Silvio), con Giovanni Martinelli, Norina Greco, Lawrence Tibbett, dir. Ferruccio Calusio - dal vivo Met 1941 ed. Eklipse/GOP
- Lucia di Lammermoor, con Lily Pons, Jan Peerce, Nicola Moscona, dir. Frank St. Leger - dal vivo Met 1942 ed. Lyric Distribution
- Rigoletto (Atto III), con Gertrude Ribla, Jan Peerce, Nicola Moscona, Nan Merriman, dir. Arturo Toscanini - dal vivo 1943 ed. Teatro Dischi
- Pagliacci (Silvio), con Raoul Jobin, Licia Albanese, Leonard Warren, dir. Cesare Sodero - dal vivo Met 1944 ed. Naxos
- La bohème, con Licia Albanese, Jan Peerce, Anna Mc Knight, Nicola Moscona, dir. Arturo Toscanini - dal vivo 1946 ed. RCA
- La bohème, con Bidu Sayao, Richard Tucker, Nicola Moscona, Mimi Benzell, dir. Giuseppe Antonicelli - 1947 Columbia
- Macbeth, con Margherita Grandi, Italo Tajo, Walter Migdley, dir. Berthold Goldschmigdt - dal vivo Edimburgo 1947 ed. EJS/Lyric Distribution/Testament
- La bohème, con Bidu Sayao, Jussi Björling, Nicola Moscona, Mimi Benzell, dir. Giuseppe Antonicelli - dal vivo Met 1948 ed. Myto
- Lucia di Lammermoor, con Lily Pons, Ferruccio Tagliavini, Jerome Hines, dir. Pietro Cimara - dal vivo Met 1949 ed. Melodram
- Rigoletto, con Hilde Reggiani, Bruno Landi, dir. Enrico De Tura - 1953 Knownledge
- Madama Butterfly, con Licia Albanese, Eugene Conley, Margaret Roggero, dir. Fausto Cleva - dal vivo Met 1953 ed. Lyric Distribution
- Cavalleria rusticana, con Richard Tucker, Zinka Milanov, dir. Fausto Cleva - dal vivo Boston 1957 ed. Melodram